# Trevor Colman

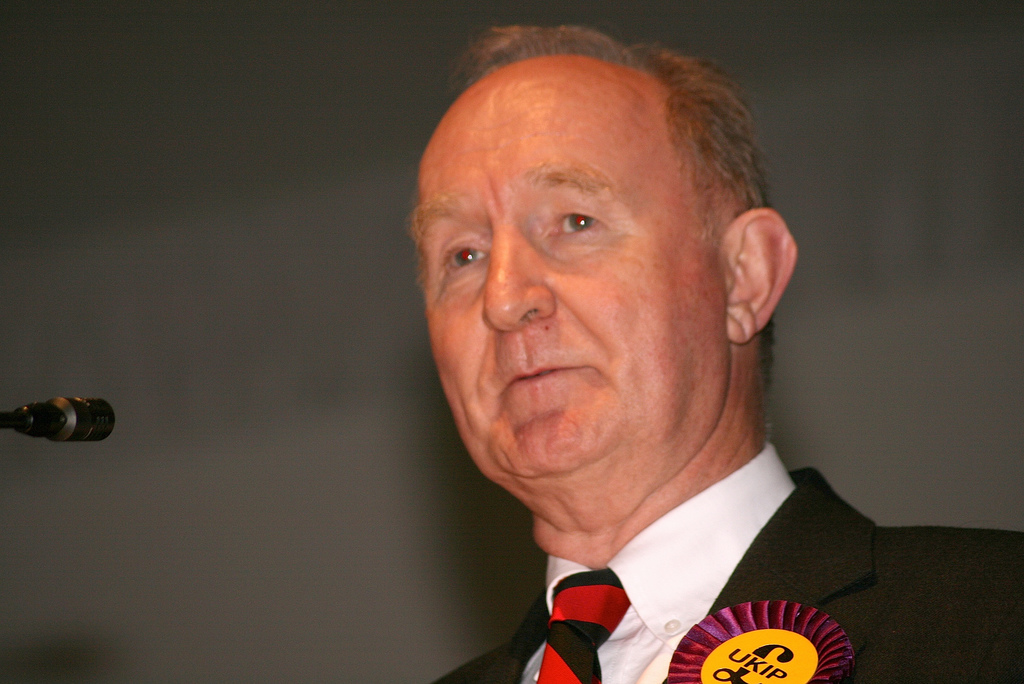
Trevor Colman

Trevor Colman (* 27. August 1941 in St Breward, Cornwall; † 22. März 2022 in Dawlish) war ein britischer Politiker der United Kingdom Independence Party (UKIP).

## Leben
Colman besuchte die Sir James Smith's School in Camelford. Von 1962 bis 1995 war er als Polizist tätig. Von 1994 bis 1998 war er Mitarbeiter für die britische Detektivserie Wycliffe beschäftigt. Colman war Mitglied der United Kingdom Independence Party. Am 1. Oktober 2008 rückte er für Graham Booth als Abgeordneter für das Europäische Parlament nach und saß ebenso seit den Europaparlamentswahlen von 2009 als Abgeordneter für die UKIP im Europäischen Parlament. Dort war Colman Mitglied im Ausschuss für Binnenmarkt und Verbraucherschutz, im Sonderausschuss gegen organisiertes Verbrechen, Korruption und Geldwäsche und in der Delegation für die Beziehungen zu den Vereinigten Staaten.